# Labanzen
Die Labanzen oder Labantzen (ung. labanczok/labancok, slow. labanci) waren eine kaiserliche Truppe im Ungarn des 16. und 17. Jahrhunderts. Sie waren die Gegenspieler der Kuruzen.
Der Begriff Labanzen soll nach einigen Quellen von der römisch-kaiserlichen Standarte Labarum stammen, die mit einem Christusmonogramm ΧΡ (In hoc signo vinces – „Unter diesem Zeichen wirst du siegen“) versehen war. Diese Standarte wurde von Konstantin dem Großen nach seinem Sieg über Maxentius im Jahr 312 eingeführt und bezeichnete seit 1526, häufiger seit 1678, die kaisertreuen Mitglieder und Anhänger der habsburgischen Truppen im Königreich Ungarn, später lediglich kaiserliche Söldner und Soldaten aus dem Königreich Ungarn und nach der Beendigung der Kuruzenkämpfe (1711) alle Anhänger der Habsburger im Königreich Ungarn.